# Texarkana (Arkansas)
Texarkana is een plaats (city) in de Amerikaanse staat Arkansas, en valt bestuurlijk gezien onder Miller County.

## Demografie
Bij de volkstelling in 2000 werd het aantal inwoners vastgesteld op 26.448.
In 2006 is het aantal inwoners door het United States Census Bureau geschat op 29.856, een stijging van 3408 (12.9%).

## Geografie
Volgens het United States Census Bureau beslaat de plaats een oppervlakte van
83,0 km², waarvan 82,5 km² land en 0,5 km² water. Texarkana ligt op ongeveer 110 m boven zeeniveau.

## Plaatsen in de nabije omgeving
De onderstaande figuur toont nabijgelegen plaatsen in een straal van 24 km rond Texarkana.

## Geboren
- Scott Joplin (Texarkana (Texas), 1868-1917), componist, voornamelijk bekend van de Ragtime
- Conlon Nancarrow (1912-1997), componist
- Henry Ross Perot (Texarkana (Texas), 1930-2019), zakenman en politicus
- Parnelli Jones (1933-2024), autocoureur en teameigenaar
- Black Bart (1948-2025), worstelaar